# Arkhom Termpittayapaisith
Arkhom Termpittayapaisith (thaï : อาคม เติมพิทยาไพสิฐ) est un homme politique thaïlandais né le 25 septembre 1956 à Si Saket.
Il est vice-ministre puis ministre des Transports dans le premier gouvernement Chan-o-cha. Il devient ministre des Finances du second gouvernement de celui-ci,.